# Irene di Roma
Irene (... – III secolo) è stata, secondo la tradizione, una cristiana di Roma che soccorse e curò san Sebastiano; è venerata come santa dalla Chiesa cattolica e dalla Chiesa Cristiana Ortodossa.

## Agiografia
Secondo la tradizione era moglie di Castulo, un funzionario dell'imperatore Diocleziano martirizzato nel 286 per ordine dell'imperatore per non aver voluto rinunciare alla sua fede cristiana. Due anni più tardi Irene, anche lei cristiana, si recò con la sua serva Lucina a recuperare il corpo di san Sebastiano, che era stato condannato a morte per la sua fede, per dargli sepoltura: i soldati, credendolo morto, lo avevano abbandonato sul luogo della tortura perché il suo corpo fosse mangiato dalle bestie selvatiche, ma le due donne si accorsero che il soldato era ancora vivo, per cui lo trasportarono nella casa di Irene sul Palatino e curarono le sue molte ferite con pia dedizione. Sebastiano, prodigiosamente sanato, nonostante i suoi amici gli consigliassero di abbandonare la città, decise di proclamare la sua fede al cospetto dell'imperatore e venne quindi martirizzato. Secondo la tradizione, Sebastiano apparve in sogno ad Irene e Lucina, rivelando loro che il suo corpo era stato gettato nella Cloaca Maxima; Lucina lo recuperò e gli diede sepoltura nel sito dove si trovano ora le Catacombe di San Sebastiano.
Non si hanno altre informazioni sulla vita di questa santa, la cui stessa esistenza è dubbia, dato che le fonti che ne parlano sono tarde e sempre legate esclusivamente alla leggenda di san Sebastiano.

## Culto
La Chiesa cattolica la ricorda alla data del 22 gennaio; non figura nel Martirologio Romano.
Venerata come santa sin dai primi tempi del Cristianesimo, è considerata la santa patrona e protettrice dei malati.

## Iconografia
Sant'Irene è solitamente rappresentata mentre cura san Sebastiano.